# Cuțit de scafandru
Cuțitul de scafandru este unul din cele mai importante accesorii ale echipamentului de scufundare. El poate fi folosit ca fierăstrău, șurubelniță, levier precum și pentru măsurare și tăiere. 

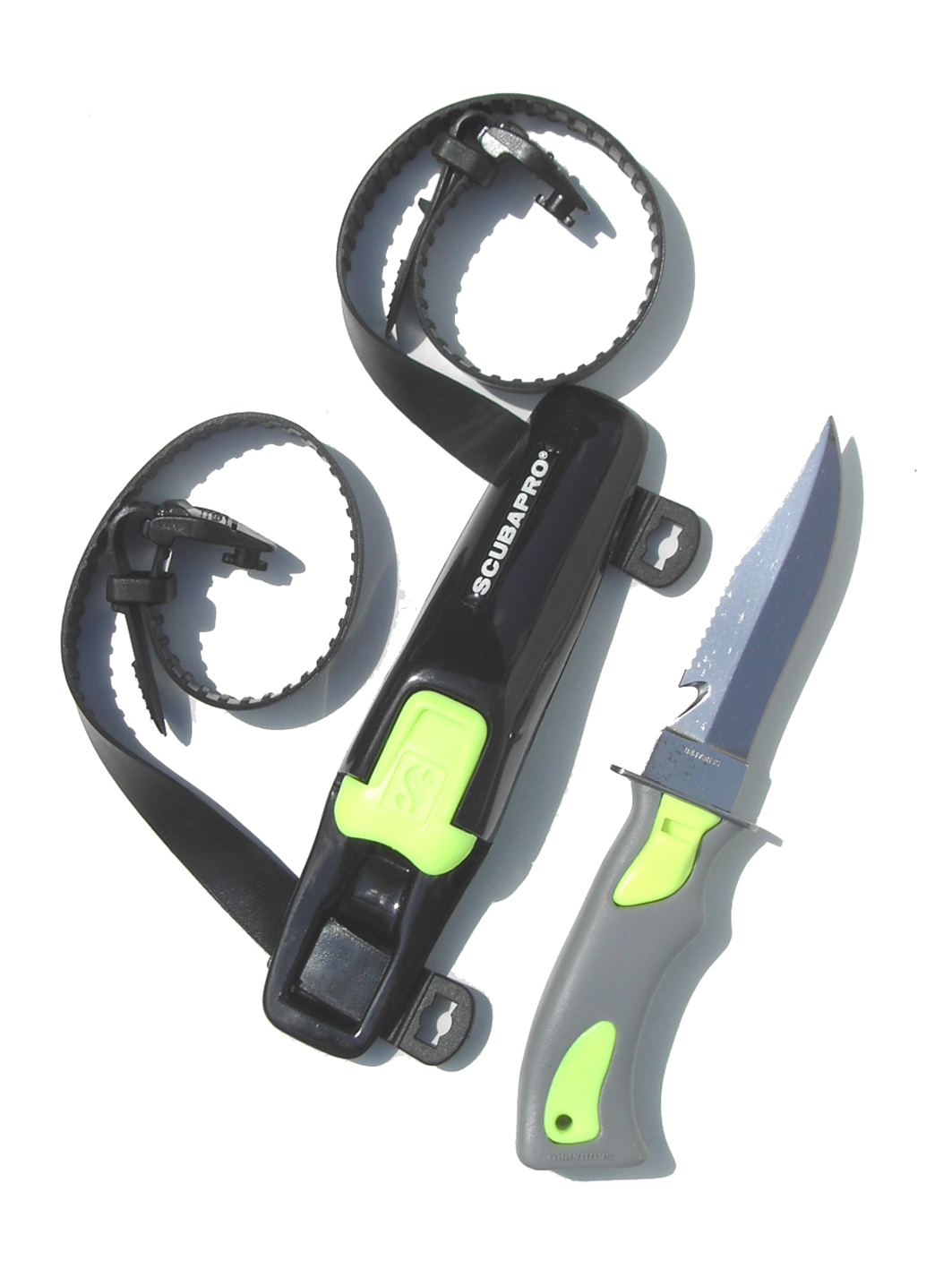
Cuţit de scafandru

Lama cuțitului poate avea diferite forme și este prevăzută cu o margine cu dinți de fierăstrău. Ea trebuie să fie confecționată din oțel de înaltă calitate, inoxidabil. Mânerul cuțitului trebuie să fie realizat dintr-un material incasabil și să aibă o formă corespunzătoare pentru a fi ținut bine în mână. Teaca trebuie să fie prevăzută cu un sistem de curele pentru prinderea la picior și cu catarame rezistente. Pentru a fi accesibil cu ambele mâini, cuțitul poate fi purtat la interiorul pulpei.
Sub apă, cuțitul poate fi utilizat pentru tăierea gutei de pescuit, a năvoadelor sau a saulelor, atunci când acestea se agață de una din piesele echipamentului, precum și pentru desprinderea unor cochilii, degajarea și răzuirea unor obiecte etc.
Cuțitul se folosește destul de rar pentru apărare împotriva viețuitoarelor marine sau pentru vânătoare subacvatică. 